# آراف‌ای بکس (ای۴۰۴)

{{Infobox ship characteristics
آراف‌ای بکس (ای۴۰۴) (به انگلیسی: RFA Bacchus (A404)) یک کشتی بود که طول آن ۳۵۰ فوت (۱۱۰ متر)  بود. این کشتی در سال ۱۹۶۲ میلادی ساخته شد.